# Arcadio López
Arcadio Julio López (Buenos Aires, 15 dicembre 1910 – Buenos Aires, 12 aprile 1972) è stato un calciatore argentino, di ruolo centrocampista.

## Caratteristiche tecniche
Giocava come mediano sinistro.